# Kosmos 2242
Kosmos 2242, ruski ELINT (radioelektronsko izviđanje) satelit iz programa Kosmos. Vrste je Celina-R (br. 63L).
Lansiran je 16. travnja 1993. godine u 20:07 s kozmodroma Pljesecka, startnoga kompleksa br. 32. Lansiran je u nisku orbitu oko planeta Zemlje raketom nosačem Ciklon-3 11K68. Orbita mu je 633 km u perigeju i 666 km u apogeju. Orbitni nagib je 82,53°. Spacetrackov kataloški broj je 22626. COSPARova oznaka je 1993-024-A. Zemlju obilazi za 97,72 minute. Pri lansiranju bio je mase 2000 kg. 
Tijekom misije otpalo je jedan dio koji je ostao u orbiti, kao i glavni satelit.

## Vanjske poveznice
- N2YO.com Search Satellite Database
- Celes Trak SATCAT Format Documentation (engl.)